# Cành hình lá

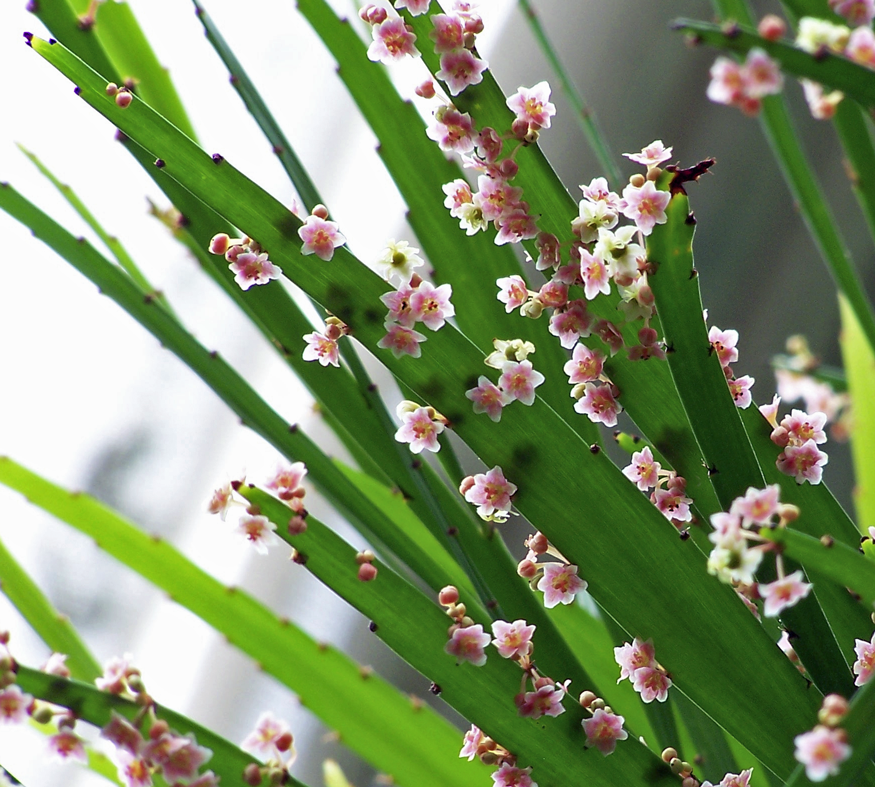
Cụm hoa dọc theo rìa của cành hình lá ở Phyllanthus angustifolius

Cành hình lá (tiếng Anhː phylloclades hay cladodes) là thân biến dạng hình phiến lá có khả năng quang hợp. Một chi cây lá kim Phyllocladus được đặt theo tên cấu trúc này trong tiếng Anh là phylloclades. Cành hình lá đã được xác định trong các hóa thạch có niên đại sớm nhất là kỷ Permi.

## Định nghĩa và hình thái học
Thuật ngữ "phylloclade" có nguồn gốc từ tiếng Latinh mới phyllocladium, bản thân nó bắt nguồn từ tiếng Hy Lạp phyllo, lá và klados, nhánh.
Các định nghĩa về thuật ngữ tiếng Anh "phylloclade" và "cladode" là khác nhau. Tất cả  định nghĩa đều phát biểu rằng chúng là những cấu trúc dẹt có khả năng quang hợp và là cành giống như lá. Theo một số định nghĩa, "phylloclade" là một tập hợp con của "cladodes", trong đó "phylloclade" rất giống hoặc thực hiện chức năng của lá, như loài Ruscus aculeatus, chi Diệp hạ châu và một số loài Măng tây.
Theo một định nghĩa khác, "cladode" được phân biệt bởi sự phát triển hạn chế của chúng và chúng có một hoặc hai lóng. Theo định nghĩa này, một số cấu trúc giống chiếc lá nhất là "cladode", chứ không phải là "phylloclade". Theo cách hiểu này thì Phyllanthus có "phylloclade", nhưng Ruscus và Asparagus có "cladode".
Một định nghĩa khác sử dụng "phylloclade" để chỉ một phần của thân hoặc cành giống như chiếc lá với nhiều đốt và lóng, và "cladode" chỉ là một lóng duy nhất của "phylloclade".
Mặc dù cành hình lá thường được hiểu là thân biến dạng, nhưng các nghiên cứu đã chỉ ra rằng chúng là trung gian giữa lá và cành, đúng như tên gọi của chúng. Các nghiên cứu di truyền phân tử đã xác nhận những phát hiện này. Ví dụ, Hirayama và cộng sự (2007) đã chỉ ra rằng cành hình lá của Ruscus aculeata "không tương đồng với chồi hoặc lá, nhưng nó là một cơ quan kép đồng nhất", có nghĩa là nó kết hợp cấu trúc của chồi và lá.

## Cấu trúc tương tự

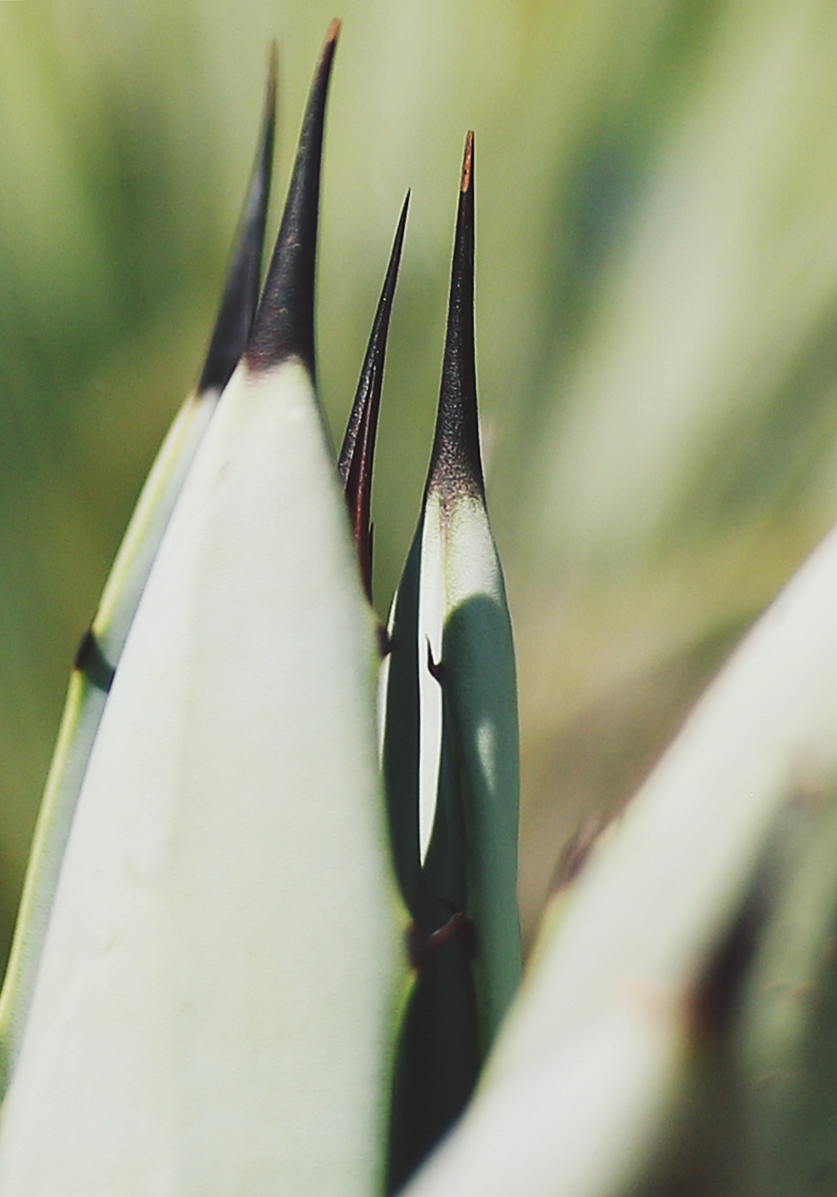
Chóp lá hình kim ở chi Thùa

- Chóp lá hình kim (tiếng Anhː aristate leaves)ː chóp lá có lông cứng nối với gân lá chính; cấu trúc này giống với phần cuối của cành hình lá. Ví dụ lá của chi Thùa.
- Dính thân, dính lá và hoa mọc trên lá (tiếng Anhː epiphylly): một chồi hoa hoặc chồi lá mọc trên một chiếc lá khác.[9] Các ví dụ bao gồm chi Monophyllaea trong họ Thượng tiễn và chi Helwingia trong họ Thanh giáp diệp.

## Ví dụ

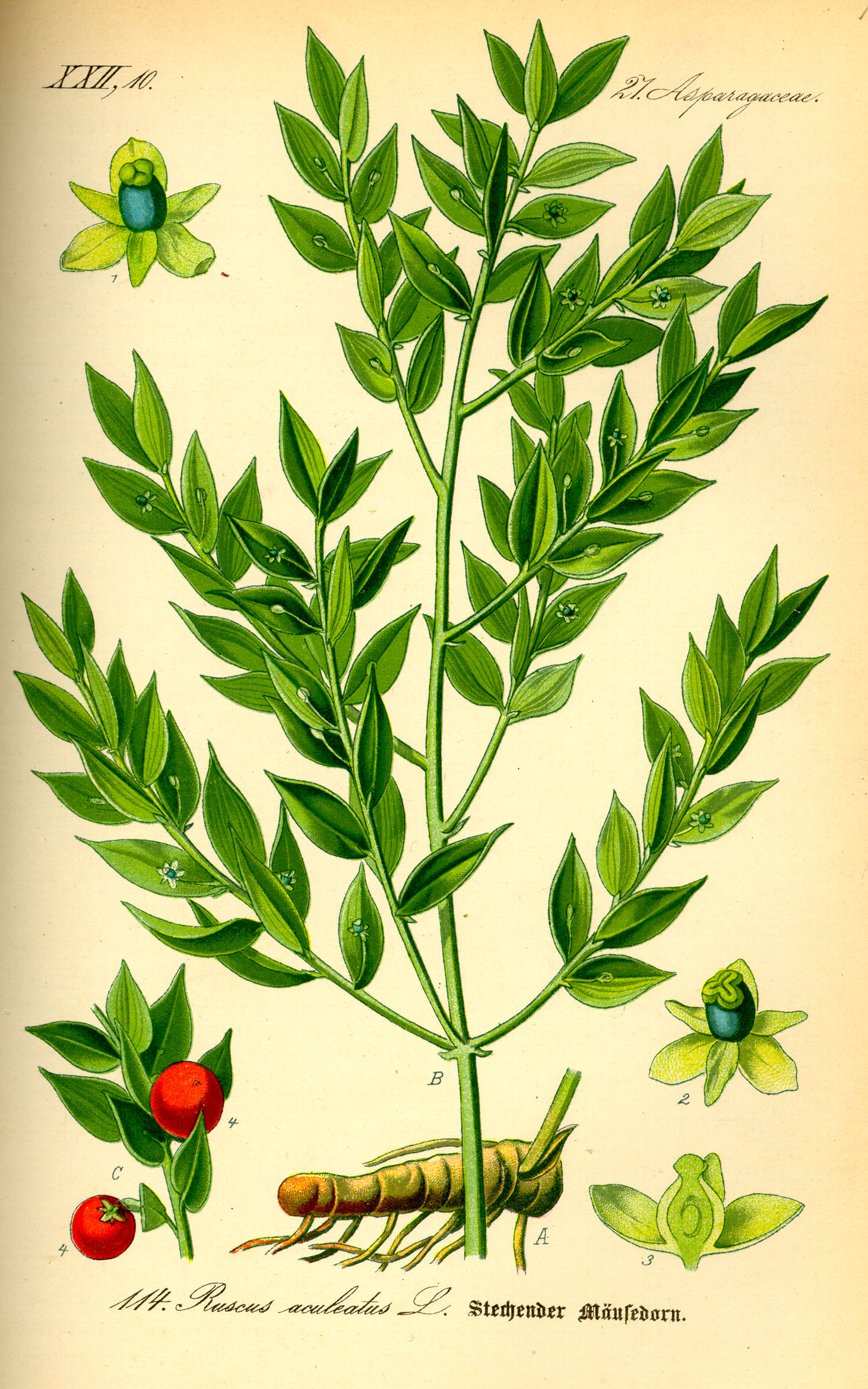
Minh họa thực vật của Ruscus aculeatus cho thấy các cành hình lá giống như lá
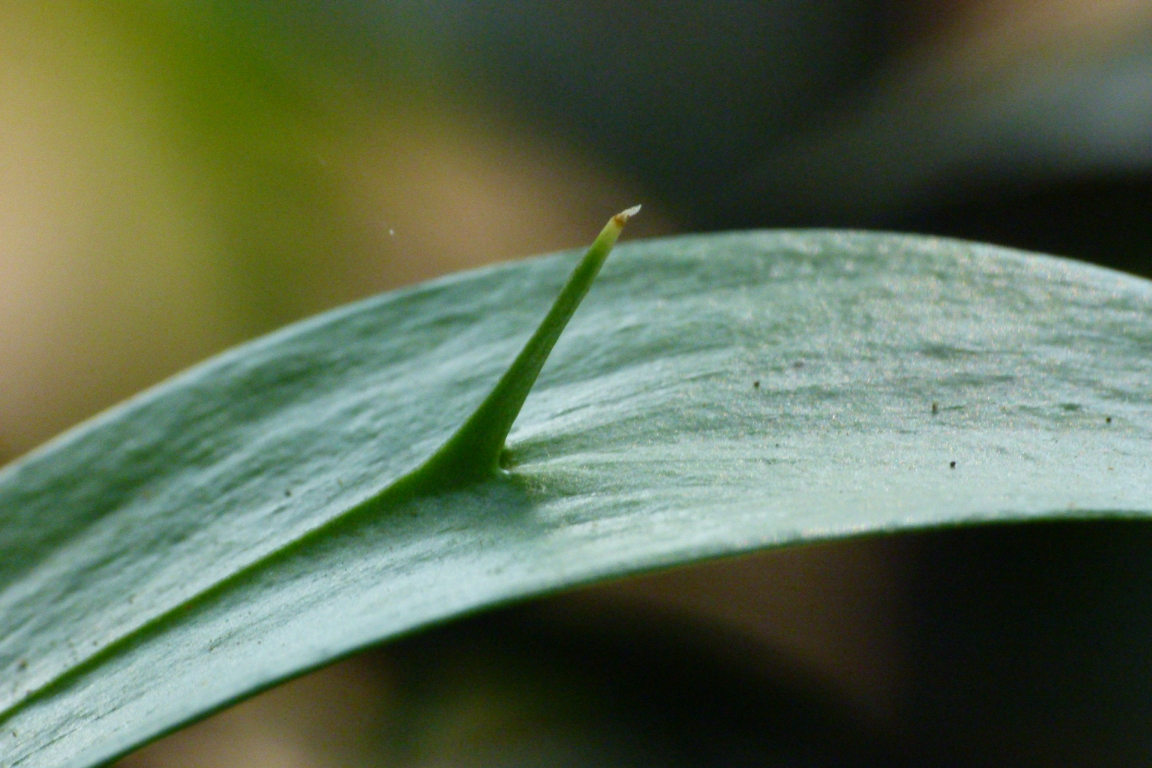
Cành hình lá của Ruscus sp. cho thấy gai được hình thành bởi trục thân
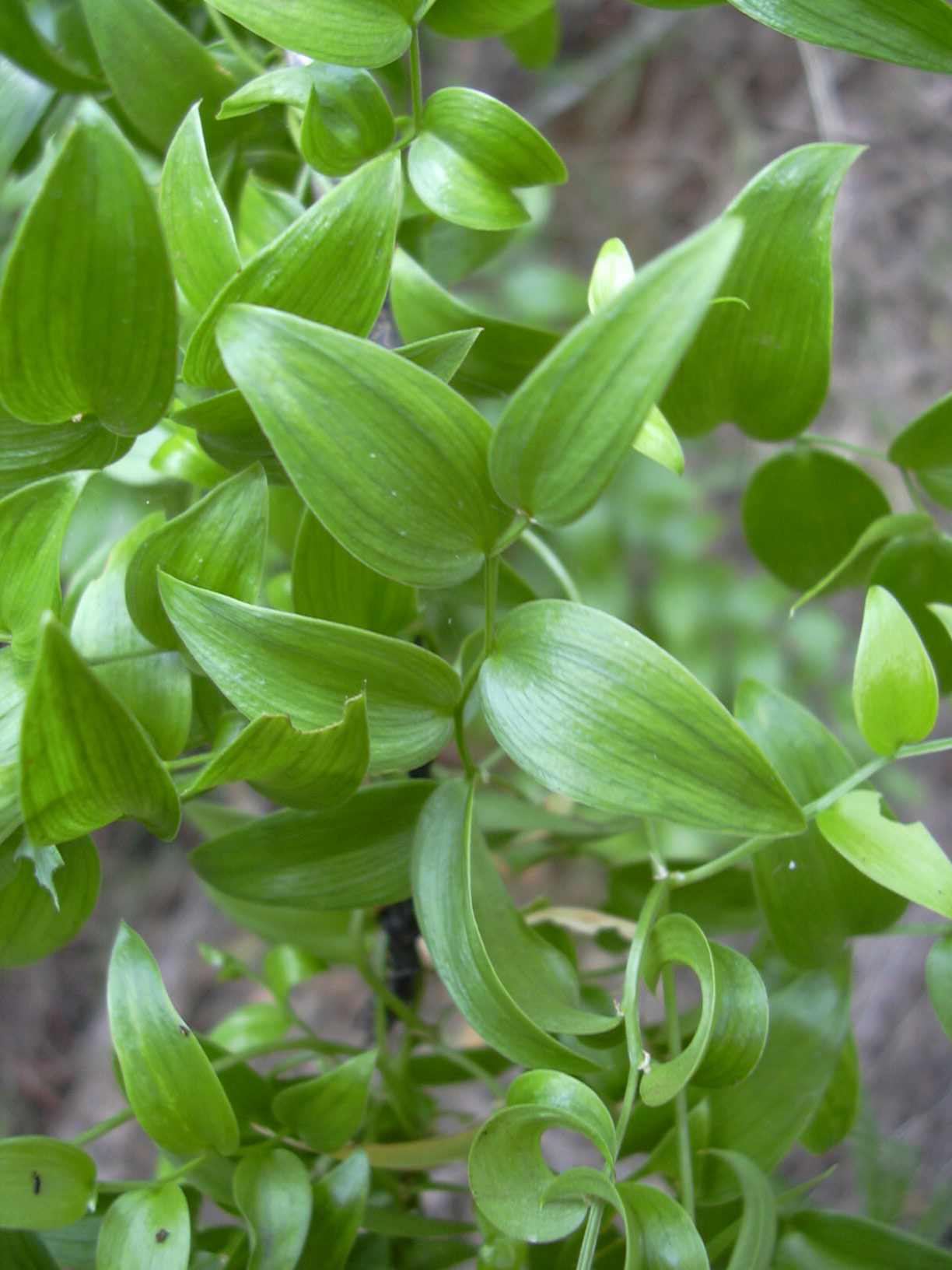
Cấu trúc giống như chiếc lá màu xanh lá cây sáng bóng của loài Asparagus asparagoides là thân dẹt chứ không phải lá thật
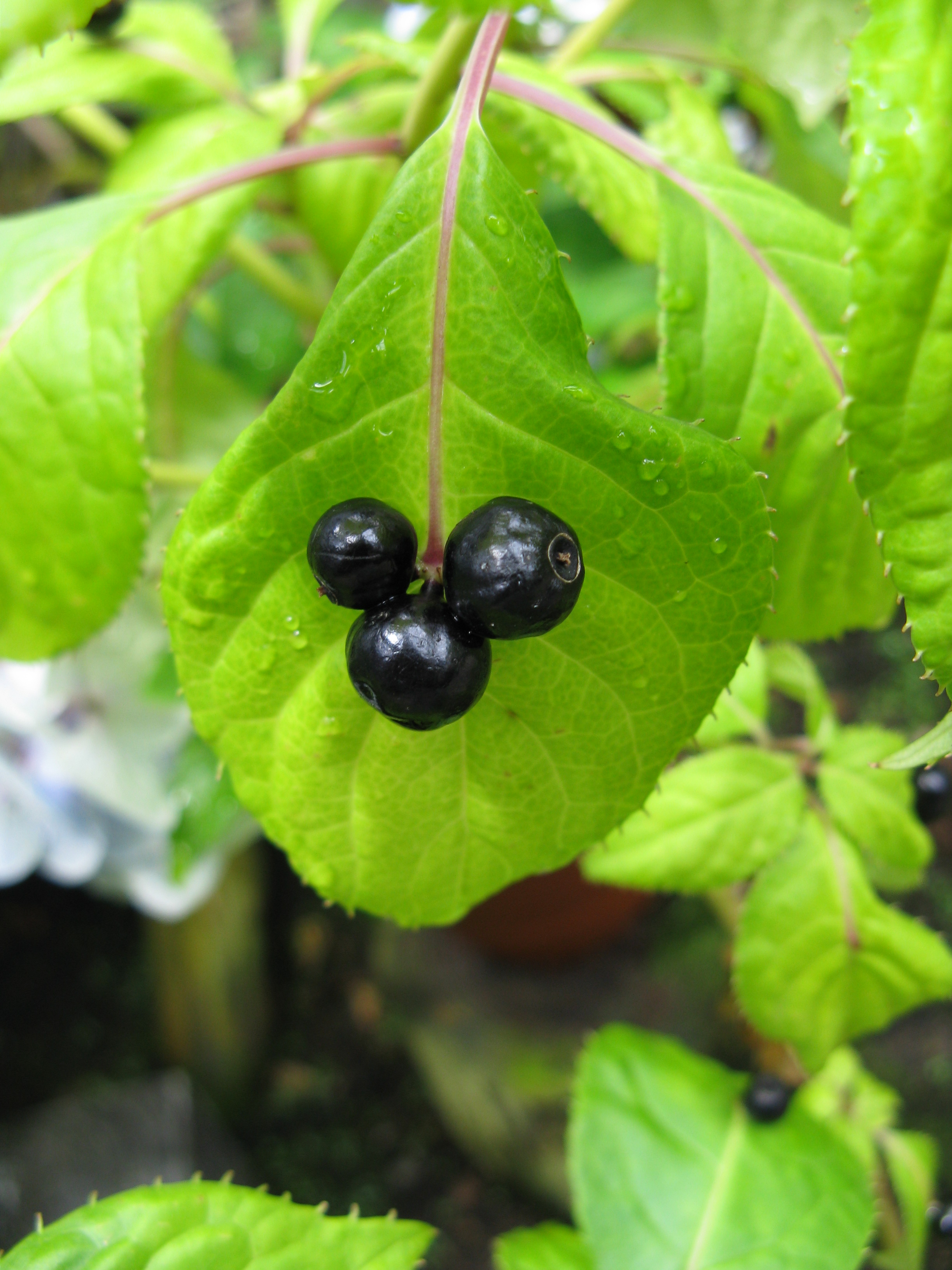
Quả mọc trên lá ở loài Helwingia japonica
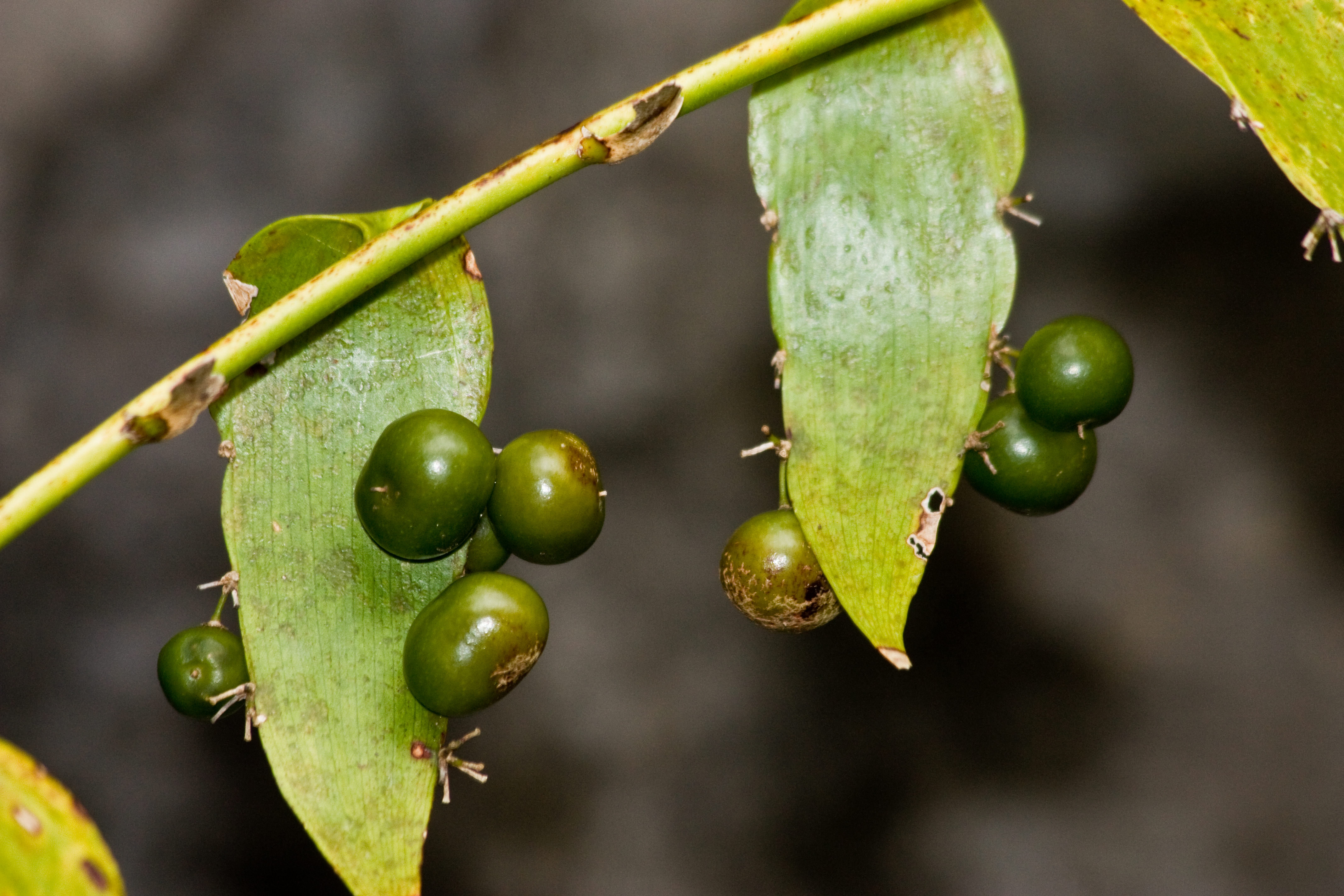
Quả mọc trên lá ở loài Semele androgyna
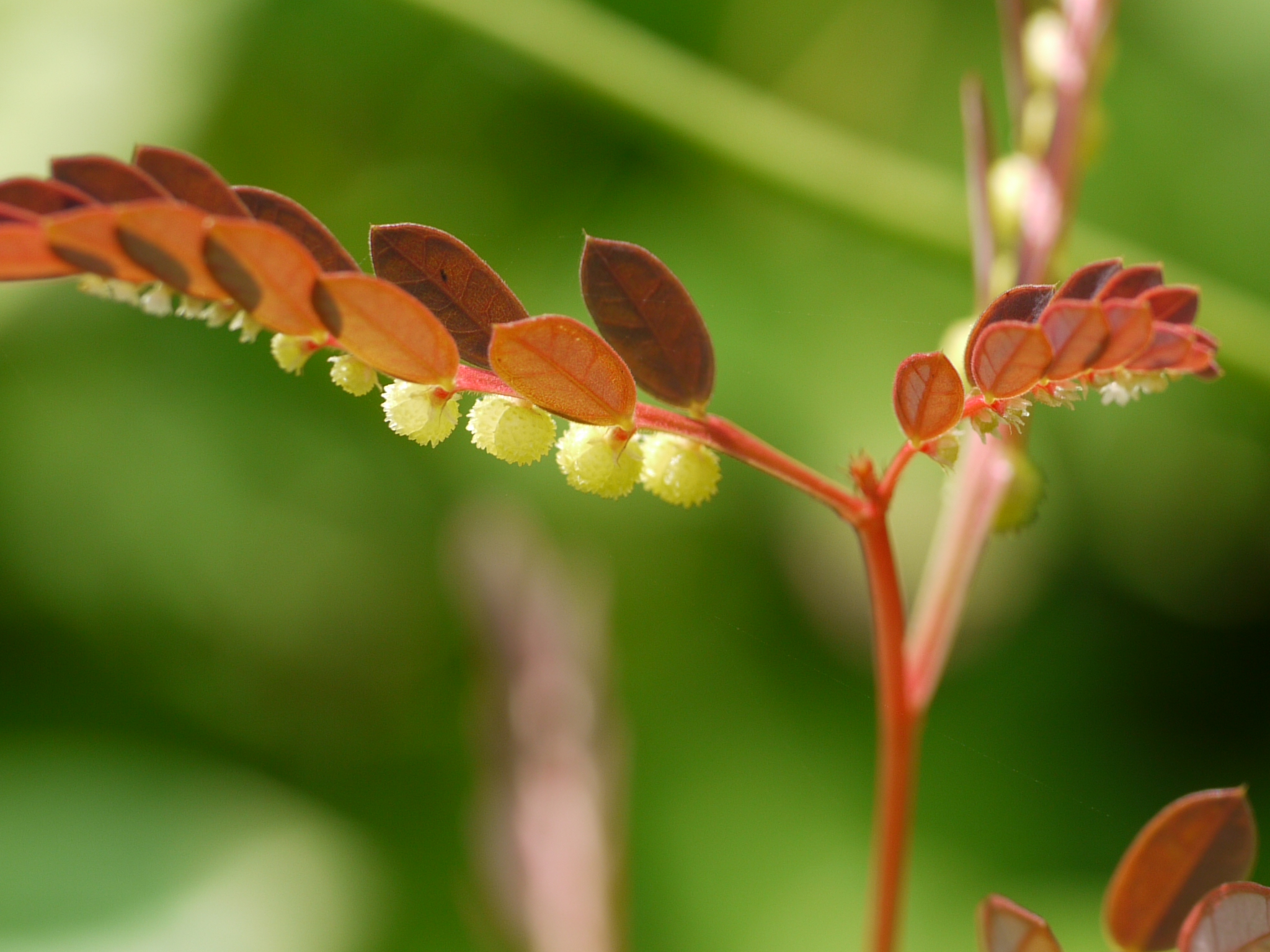
Hoa mọc trên cành hình lá ở loài Phyllanthus urinaria, chi Diệp hạ châu.